# 電気指令式ブレーキ
電気指令式ブレーキ（でんきしれいしきブレーキ）は制動機構の一方式であり、主に鉄道車両に使用されるものを指す。英語ではECB（Electric Commanding Brake）と呼ばれ、自動車分野におけるブレーキ・バイ・ワイヤと同義である。その他、商品名として「全電気指令式電磁直通ブレーキ」や「全電気指令式電磁直通制動」などがある。

## 概要
鉄道車両の貫通ブレーキとしては、アメリカで開発された自動空気ブレーキが、フェイルセーフ機能の信頼性の高さと応答性、それにシステムの簡潔さなどからイギリス連邦の各国を除く世界各国で1世紀以上にわたり広く使われてきた。
この自動空気ブレーキは、機関車や先頭車両などの運転台からの指令を運転台に備えられたブレーキ弁の開閉によって、列車編成全体に引き通されたブレーキ管と呼ばれる空気管の圧力を減圧させることで各車に伝える構造となっており、列車が高速化し編成が長大化するにつれて、その応答性の相対的な低下や機能の不足が問題となってきた。
この応答性の低下については、各車に搭載されるブレーキ制御弁そのものの改良によってある程度まで解決が図られた。だが、その代償としてブレーキ制御弁の大型化が避けられず、空気圧制御によるものとしては一つの到達点となった、ウェスティングハウス・エア・ブレーキ社（WABCO）開発のU自在弁においては、ブレーキ制御弁1セットの重さが100kg以上に達し、しかもその保守にきわめて高度な工作技術を要するようになってしまった。こうしたブレーキ制御弁の恐竜的進化に伴う製作・保守コストの急増と、電磁制御弁技術の発展を背景として、アメリカでは1920年代以降、日本でも1950年代初頭以降、自動空気ブレーキのブレーキ弁に電気スイッチを付加し、各車のブレーキ制御弁に電磁給排弁を付加することでブレーキ指令の伝達に電気信号を併用、旧来の低性能なブレーキ制御弁のままで低コストに応答速度の大幅引き上げを実現する電磁自動空気ブレーキが実用化された。また、高加減速性能が要求される電車には簡素な直通ブレーキを基本として電気信号による指令を併用、高速応答に加え発電ブレーキや回生ブレーキと直通ブレーキのスムーズな連携動作を容易に実現可能とする電磁直通ブレーキがアメリカのWABCOで1930年代に開発され、日本でも1950年代後半以降、同社からの技術導入により広く用いられるようになった。これら空気圧制御に電磁弁を併用したブレーキシステムは、既存のシステムとの間で一定の互換性を維持したままでのブレーキ応答性能の向上に寄与した。
電気指令式ブレーキは、電磁直通ブレーキの考え方をさらに進化・簡素化させたもので、運転台から空気管や空気圧制御を行うブレーキ弁を排除し、電気的な指令のみで各車に搭載された直通ブレーキ装置を制御する方式である。航空機におけるフライ・バイ・ワイヤをブレーキに応用したものと考えればよく、またその後のものは演算装置によりきめ細かい制御が可能であることから、電子制御方式のブレーキとも言える。
このシステムは、日本においては1967年1月に完成した大阪市交通局（現：大阪市高速電気軌道（Osaka Metro））7000形・8000形用として、三菱電機が同局と共同で開発したOEC-1（大阪市交形式。メーカー形式はMBS）で最初に実用化された。この新しいブレーキシステムは、大阪万博の観客輸送の遂行を目的として1968年より222両が製作され、御堂筋線に集中投入された30系と、1969年より大阪万博に備えて90両が製作された堺筋線用の60系の2系列、それに御堂筋線に直通し万博会場までのアクセス路線となる北大阪急行電鉄が新造した2000形44両・7000形40両・8000形（初代）16両の3形式計100両に採用され、これらの各系列が空前の輸送規模となった万博輸送を無事に完遂したことで従来の電磁直通ブレーキに匹敵する高い信頼性を実証した。
その後は空気配管の削減やブレーキ指令そのもののデジタル化がもたらす配線の簡略化によるメンテナンス性の向上もあって、三菱電機のライバルである日本エヤーブレーキ（現・ナブテスコ）もHRD-1として同種のシステムを開発してこれに追従し、在来車との混用を考慮しなくても良い新規開業鉄道等から順次採用例が増えていった。
このため日本においては1980年代から電磁直通ブレーキに代わって電車の標準ブレーキ方式となっていき、さらには長らく自動空気ブレーキが採用されてきた気動車や客車にも採用が広がり現在に至る。
ただし、フェイルセーフの観点や在来車との併結の必要性から、電気指令式ブレーキとは別にブレーキ管（非常管）を引き通す、つまり自動空気ブレーキ機構を備える例（近鉄のシリーズ21など）が一部に見られる。

## 主な特徴

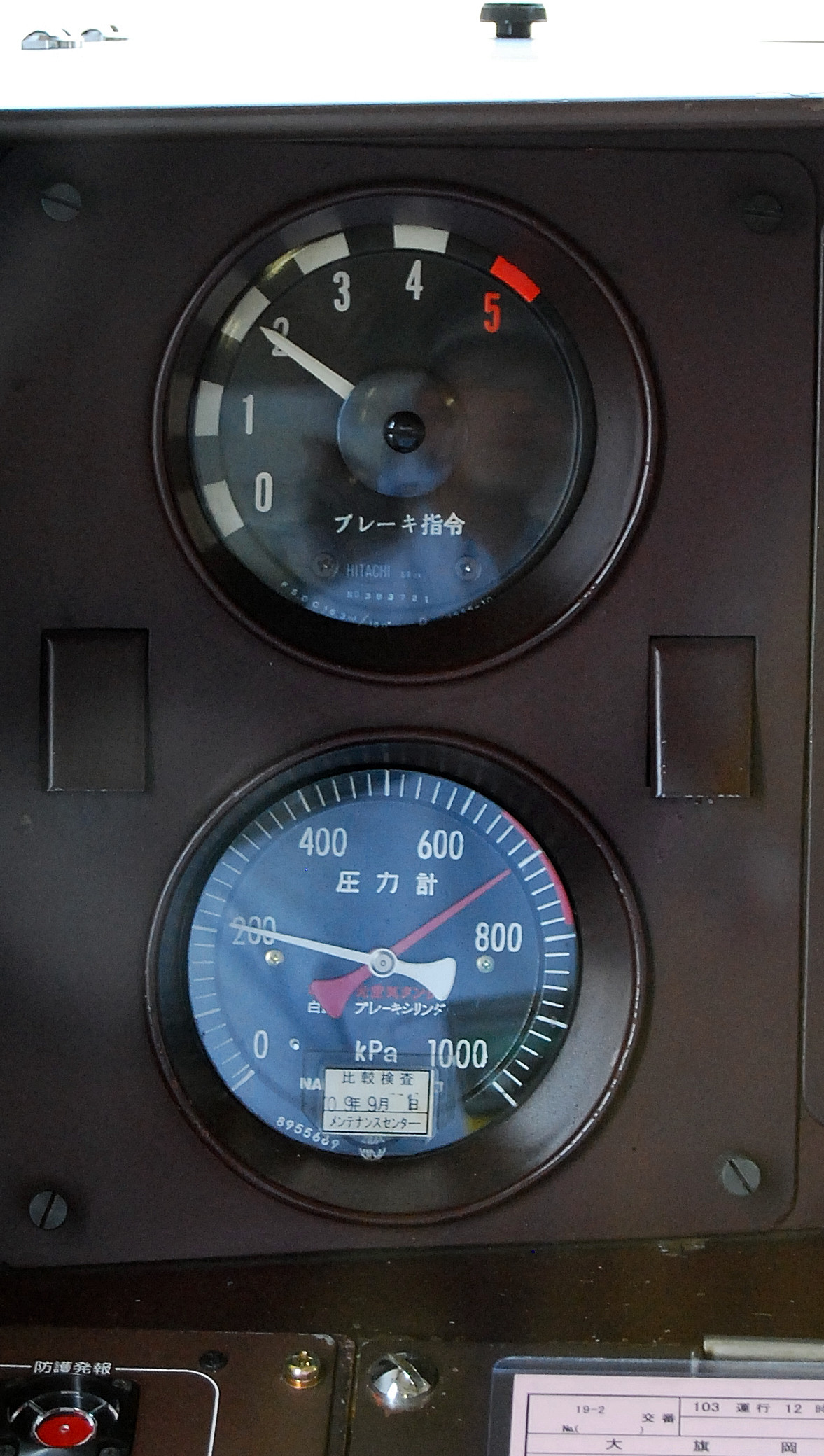
東急9000系の運転台にある電気指令式ブレーキの指令指示表示計（上の計器）とブレーキシリンダ圧力表示と元空気タンク圧力表示の圧力計（下の計器）乗務員室窓越しから撮影。

運転台のブレーキ制御器からの指令は、電気信号として編成内に引き通される指令線を介して各車に送られ、各車に搭載されたブレーキ制御装置内の中継弁の開度を調整し、各車の元空気ダメに蓄圧された空気圧から適量に調整にされた空気圧がブレーキシリンダーへ送り込まれることで最適な制動力が得られる。
このシステムでは弁の制御が完全に電気的な回路により行われ、しかも応答速度が非常に速いため、ブレーキからの制御器のハンドルを操作してからブレーキシリンダ圧力が立ち上がるまでの空走時間は、電磁直通ブレーキの約2秒から約0.5秒へと大幅に短縮された。
このため、ブレーキ制御装置内のブレーキ受量器により、ブレーキ制御器からのブレーキ指令や空気バネからの圧力による車体の重量や列車の速度などの情報、電動車に搭載された電動機の発電ブレーキや回生ブレーキによる電気ブレーキの失効タイミングを監視しており、速度の低下で失効する電気ブレーキを空気ブレーキの速やかな動作で補い、スムーズな制動を実現する電空協調制御が容易であるほか、応加重弁により乗客の荷重に応じてブレーキシリンダーに送る空気圧力を調整することもできる。また、遅れ込め制御などの新しいブレーキシステムにも適している。
一般的に電気指令式ブレーキは指令線を3本から4本程度で構成され、2進法のオン・オフの組み合わせでブレーキ指令を伝達して、ブレーキ制御装置内の圧力制御弁の電磁弁付きの中継弁を駆動させるデジタル式（三菱MBSなど）と、指令線を1本のみとし、そこに印加される電圧あるいは電流量を変化させることでブレーキ指令を伝達して、ブレーキ制御装置内の電圧あるいは電流量の変化を空気圧力指令に変化させる電空変換弁により中継弁を駆動させるアナログ式の2種に大別され、後者では無段階制御が可能となる。近年ではコンピュータ技術の進歩を受けて指令線を伝送線の1本のみ引き通し、これをシリアルデータバスとすることでデジタルデータ形式のブレーキ指令を伝達する方式も実用されている。いずれも、ブレーキ制御器からの指令が無信号となった場合には、非常ブレーキを作動させるフェイルセーフが備わっている。

## メリット
電磁直通ブレーキでは電磁弁を作動するためのジャンパ線のほか、指令を送る直通管（SAP）、圧縮空気を各車両に送る元空気だめ管（MRP）、非常時のバックアップを行うブレーキ管（BP）、と3本の空気管を引き通す必要があった。これに対し電気指令式ブレーキでは最も簡素なシステムの場合、各車に指令線の他、ブレーキ動力用の空気圧を供給するMRPのみを引き通せばよいため、空気中に含まれる水分の凝結・腐食などによる故障の問題が少なからず存在する空気配管や弁が大幅に削減され、信頼性の向上、製作・維持整備コストの大幅な低減が図れる。
また、空気配管を運転室に引き込む必要が特にないため、ブレーキ指令器を主幹制御器と一体化できる。これにより人間工学で理想とされる前方制動、手前力行のワンハンドルマスコン導入が可能になった。これを日本で最初に導入したのは東急8000系電車である。
さらに、回生ブレーキや発電ブレーキと直通空気ブレーキの分担をマイコンの演算で細かく調節し電動車の電気ブレーキを優先させる遅れ込め制御を行うことで、編成全体の電力回生率の向上や制輪子摩耗の抑制に役立てる事が可能である。
自動放送装置との連動により、車内事故を防止する効果も期待できる。

## デメリット

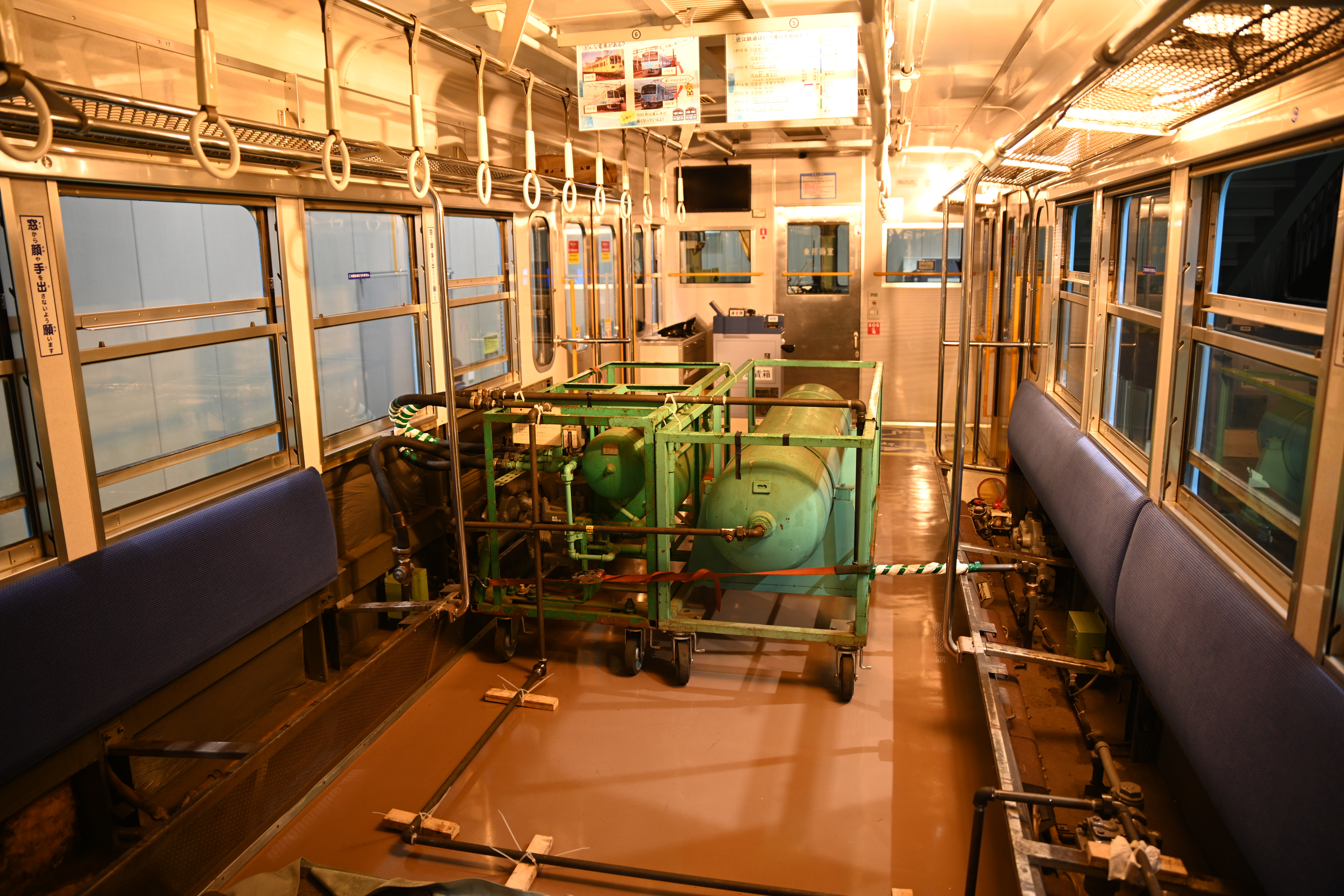
西武新101系用の回送用ブレーキ装置（近江鉄道100系（2代）を京都鉄道博物館に甲種輸送する際に設置された）

空気圧指令を基本とする従来の自動空気ブレーキや電磁直通ブレーキなどとはそのブレーキ指令に直接的な互換性がなく、それらのブレーキを搭載した車両と連結してもそのままではブレーキの協調動作が行えない。そのため、空気圧指令を行う車両と併結運用する場合には、電気指令式ブレーキの指令と在来ブレーキの空気圧指令（および電磁直通ブレーキの電磁弁制御用信号）を相互に変換するブレーキ読替装置と呼ばれる特別な機器の搭載が、いずれかの車両に必要となる。
なお、この読替装置は車両に電源が供給されていないと使用できない。そのため、甲種輸送や配給輸送時などで在来ブレーキ搭載車が無動力状態の電気指令式ブレーキ搭載車を牽引する場合、空気圧指令を基本とするブレーキ装置を仮設するか、あるいは電源を別途確保した上で読替装置を動作させるなどの特別な対策が必要となる。
また、従来の自動空気ブレーキ・電磁直通ブレーキと違い、予め設定された特定の空気圧によるブレーキの為に、車両の特性やブレーキの癖など不慣れな者が操作を行った場合において制動時に衝撃が大きくなったり、停止位置の調整にオンオフを多用する事による乗り心地の悪化なども見受けられる場合がある。

## その後の改良
- フラット防止装置を付加するケースが多く、応答性の高さを活かして車輪の偏摩耗防止を支援している。
- 自動列車運転装置（ATO）やホームドアを採用する路線では、乗り心地向上と停止精度向上などを目的として、ATO/TASC使用時のみ常用31段などブレーキ段階を細分化する方式が採用されている（主に都営地下鉄三田線、東京メトロ南北線、東京メトロ副都心線）。
- 機構の異なる自動空気ブレーキや電磁直通ブレーキ車との併結運転を考慮し、ブレーキ指令の読替装置を搭載した車両も数多く存在する。国鉄EF64形電気機関車（電車牽引用特殊装備を設置した1030・1031・1032の3両）、国鉄EF81形電気機関車（新潟車両センター配置の134・140・141、秋田総合車両センター南秋田センター配置の136、及び尾久車両センター配置の139の5両）、JR東日本E26系客車、JR西日本35系客車、上信電鉄1000形電車、小田急3000形電車 (2代)、小田急8000形電車のワンハンドルマスコン改造車、近鉄22000系・16400系、近鉄22600系・近鉄16600系、近鉄シリーズ21（3220系は除く）など。
- 広島電鉄5000形電車（グリーンムーバー）では油圧ディスクブレーキを電気指令式で無段階制御する。
- 全電気指令式電磁直通空気ブレーキ HRD-1-D 方式が採用された阪急6000系電車では、電気回路・空気回路は2200系・6300系と同様である[7]。

## 代表的な製品
- 三菱電機　MBS型、MBSA型
- 日本エヤーブレーキ→ナブコ→ナブテスコ　HRD型、HRA型、HRDA型
- クノールブレムゼ　KBGM型，EP2002型など

この他、大阪市交通局→大阪市高速電気軌道（Osaka Metro）のOEC、近鉄のKEBS、それに東京地下鉄（東京メトロ）のTRT（いずれも三菱電機MBSの社内呼称）など独自呼称を使用する事業者もある。